# 사가의 난
사가의 난(佐賀の乱)은 1874년(메이지 7년) 2월에 에토 신페이, 시마 요시타케 등의 주도로 사가에서 일어난 메이지 정부에 대한 사족 반란 중 하나이다. 사가의 역(佐賀の役) 또는 사가 전쟁(佐賀戦争) 등으로 불린다. 불평 사족에 의한 첫 대규모 반란이었지만, 전신의 정보력과 기선의 수송력, 속도를 활용한 정부의 발 빠른 대응으로 격전 끝에 진압되었다.

## 개요
정한론 문제로 하야하기 전에 참의원 에토 신페이를 끌어들인 나카지마 테조 등의 정한당과 전 시종 아키타현 현령 시마 요시타케, 소에지마 요시다카 등이 소속된 우국당에 의한 혼성군을 구성한 구 사가번 번사들을 중심으로 한 반란이며, 이후 이어진 사족에 의한 반란의 효시가 되었다.
난을 이끈 에토 신페이와 나카지마 데조는 원래 불평 사족을 진정시키기 위해 사가로 향했지만, 정부의 강경한 대응에 궐기를 하게 되었다. 그러나 반도 진출 시에는 선봉을 맡는다고 주장했다 정한당과 봉건으로의 복귀를 주장하는 반동적인 우국당은 원래 국가관과 문명관이 서로 달랐던 파벌이었으며, 주의와 주장, 같이 싸워야 하는 이유를 공유하지 않았다. 따라서 두 당은 사령부도 달랐으며, 협력하여 행동하는 것은 소극적일 수밖에 없었다.

## 같이 보기
- 하기의 난
- 세이난 전쟁